# Tramwaje w Kursku

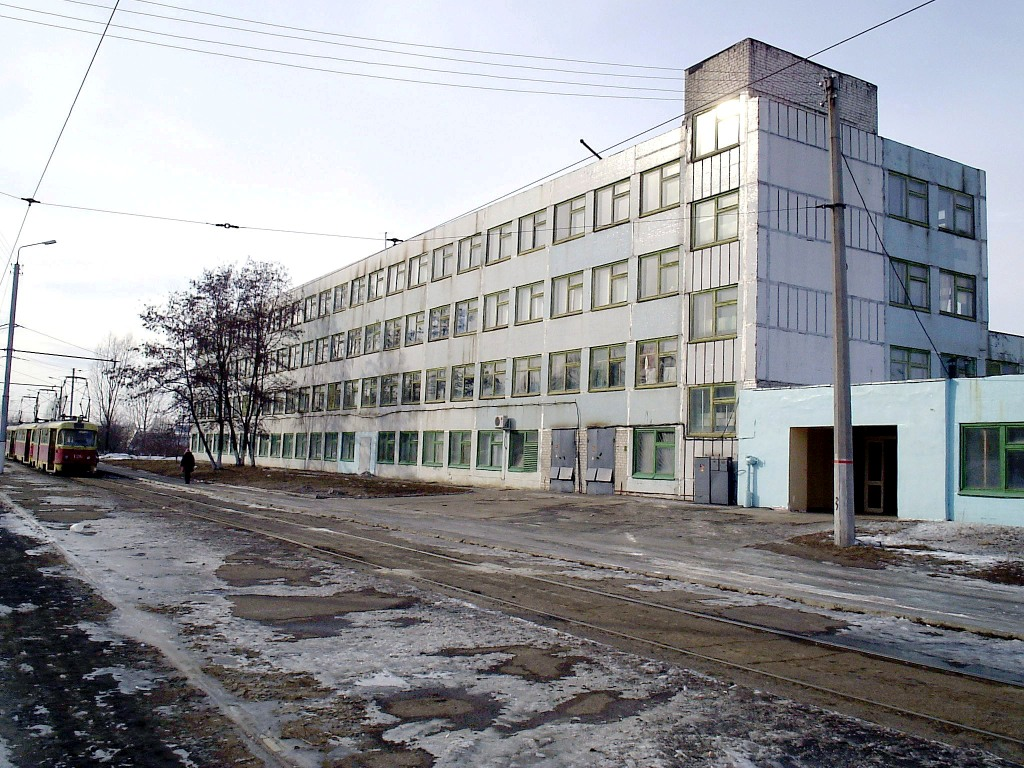
Wschodnia zajezdnia tramwajowa

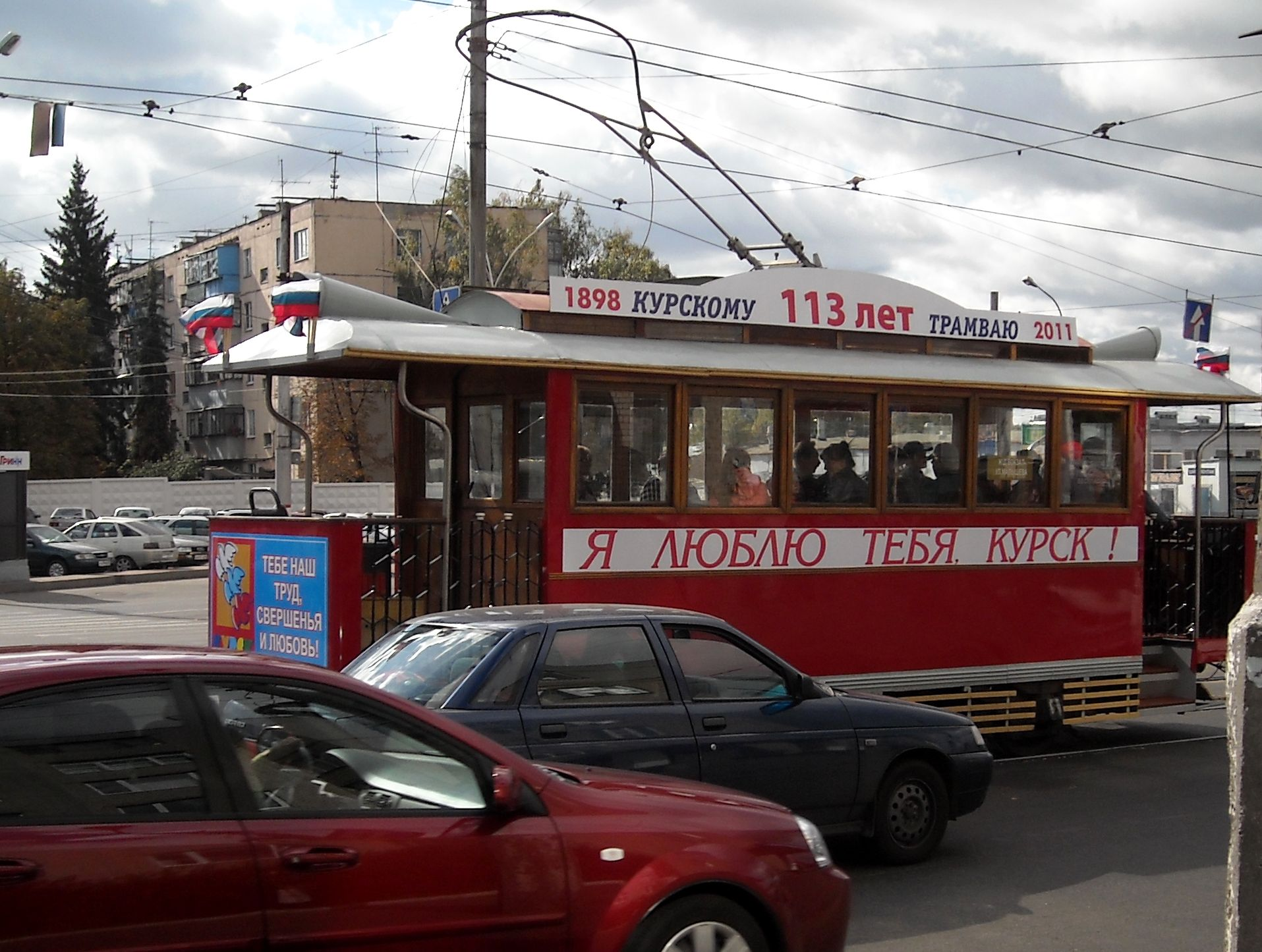
Replika tramwaju z końca XIX wieku

Tramwaje w Kursku − system komunikacji tramwajowej działający w rosyjskim mieście Kursk.

## Historia
Na początku 1895 r. podjęto decyzję o budowie tramwajów konnych w Kursku. Wiosną tego samego roku ogłoszono konkurs na budowę linii tramwaju konnego. Wpłynęły dwie oferty: I.A. Lichaczewa oraz Siemens & Halske. Jednak obie oferty przewidywały budowę tramwajów elektrycznych. Ostatecznie wybrano ofertę Lichaczewa. 18 czerwca projekt został zatwierdzony przez miasto. Pierwsze prace przy budowie elektrowni i zajezdni rozpoczęły się latem 1896 r. Zajezdnię tramwajową na 10 tramwajów wybudowano przy ulicy Wygonnoj. Pierwsze jazdy próbne na linii odbyły się 11 kwietnia 1898 r. Uroczyste otwarcie linii tramwajowej odbyło się 18 kwietnia 1898 r. Wybudowana linia tramwajowa o długości 4,9 km połączyła ulicę Chersońską z ulicą Moskiewską, na trasie było 13 przystanków. W czasie I wojny światowej liczba przewożonych pasażerów znacznie zmalała. W październiku 1965 r. otwarto południową zajezdnię tramwajową (ros. jużnoje tramwajnoje diepo). W 1967 r. otwarto linię tramwajową na ulicy Krasnyj Oktiabr´ na odcinku od ulicy Zapolnoj do Chlebozawodu. W maju 1973 r. zlikwidowano linię na ulicy Lenina o długości 2 km oraz przedłużono o 2,5 km linię nr 2. 31 października 1984 r. trasę tramwajową wydłużono do dworca autobusowego. W 2004 r. zlikwidowano południową zajezdnię tramwajową.

## Linie
W lipcu 2018 r. w Kursku funkcjonowały 4 linie tramwajowe:
| Linia | Trasa                            |       |
| ----- | -------------------------------- | ----- |
| 1     | Chlebozawod ↔ APZ-20             | [ 1 ] |
| 2     | Chlebozawod ↔ Awtowokzał         | [ 2 ] |
| 3     | Awtowokzał ↔ zawod „Chimwołokno” | [ 3 ] |
| 4     | ul. Małyszewa ↔ Ż/D wokzał       | [ 4 ] |

## Muzeum komunikacji miejskiej
Muzeum komunikacji miejskiej zostało otwarte w 1988 r. w budynku administracyjnym wschodniej zajezdni tramwajowej (ros. wostocznoje tramwajnoje diepo). Muzeum prezentuje pocztówki, modele pojazdów komunikacji miejskiej (tramwaje i trolejbusy) oraz różne urządzenia (np. kasowniki).

## Zajezdnie

### Działające
W Kursku działa jedna zajezdnia. 
- wschodnia zajezdnia tramwajowa (ros. wostocznoje tramwajnoje diepo)

### Zlikwidowane
- zajezdnia tramwajowa przy ul. Wygonnoj
- północna zajezdnia tramwajowa (ros. siewiernoje tramwajnoje diepo)
- południowa zajezdnia tramwajowa (ros. jużnoje tramwajnoje diepo)

## Tabor
Pierwsze tramwaje zamówione do obsługi budowanej linii miały drewnianą ramę oraz dwa silniki o mocy 20 kW każdy. Łącznie do tramwaju mogło wsiąść 48 osób w tym 24 na miejscach siedzących. W 1966 r. otrzymano pierwsze tramwaje Tatra T3. W lipcu 2018 r. tabor składał się z następujących tramwajów:
| Zdjęcie        | Typ            | Liczba |
| -------------- | -------------- | ------ |
|                | Tatra T3       | 13     |
|                | Tatra T6B5SU   | 36     |
|                | 71-403         | 1      |
|                | KTM-19K        | 20     |
| Łączna liczba: | Łączna liczba: | 70     |

Tabor techniczny składał się z 14 tramwajów.